# Dalby (Faxe Kommune)
Dalby ist ein Ort auf der dänischen Insel Seeland. Er gehört zur Gemeinde Faxe in der Region Sjælland und zählt 2380 Einwohner (Stand 1. Januar 2023).

## Entwicklung der Einwohnerzahl
| Jahr           | Einwohner |
| -------------- | --------- |
| 1. Januar 1976 | 919       |
| 1. Januar 1981 | 1102      |
| 1. Januar 1986 | 1306      |
| 1. Januar 1990 | 1607      |
| 1. Januar 1996 | 1666      |
| 1. Januar 2000 | 1774      |
| 1. Januar 2004 | 1965      |
| 1. Januar 2008 | 2085      |
| 1. Januar 2010 | 2152      |

## Verwaltungszugehörigkeit
- bis 31. März 1970: Landgemeinde Sønder Dalby, Præstø Amt
- 1. April 1970 bis 31. Dezember 2006: Rønnede Kommune, Storstrøms Amt
- seit 1. Januar 2007: Faxe Kommune, Region Sjælland